# Bolaji Badejo
Bolaji Badejo (23 de agosto de 1953 – 22 de diciembre de 1992) fue un artista visual nigeriano conocido como uno de los intérpretes en pantalla más inesperados de la historia de Hollywood por su papel del icónico alienígena en la película de 1979 de Ridley Scott Alien, el octavo pasajero, su único papel cinematográfico.

## Vida y carrera
Nacido en Lagos, Badejo era de ascendencia yoruba y el segundo de los seis hijos del director general de la Corporación de Radiodifusión de Nigeria. Primero estudió en su Nigeria natal, luego en los Estados Unidos y finalmente se mudó a Londres para especializarse en diseño gráfico. Fue descubierto en un pub del Soho por un miembro del equipo de casting de Scott. Con su complexión muy delgada y altura de 2,08 m, el director le ofreció participar debido a su inusual altura y "piernas muy largas", ya que no quería que los espectadores tuvieran la sensación de que se trataba de un actor disfrazado sino de una auténtica criatura extraña.
Badejo nunca regresó para las secuelas de Alien, en las que se emplearon títeres, y más tarde animación por ordenador, junto con intérpretes con trajes; el original fue su único crédito cinematográfico. Su familia reveló más tarde que regresó a Nigeria en 1980 y empezó a administrar su propia galería de arte en 1983. Se casó y tuvo dos hijos. Falleció prematuramente de anemia falciforme a los 39 años.

## Filmografía

### Película
| Año  | Título                    | Función    | Notas |
| ---- | ------------------------- | ---------- | ----- |
| 1979 | Alien: el octavo pasajero | Alienígena |       |